# Althofer Wald
Althofer Wald är en skog i Österrike.   Den ligger i förbundslandet Niederösterreich, i den östra delen av landet, 23 kilometer nordost om huvudstaden Wien.
Trakten runt Althofer Wald består till största delen av jordbruksmark. Runt Althofer Wald är det ganska tätbefolkat, med 72 invånare per kvadratkilometer.